# Naitō Kiyonaga
Naitō Kiyonaga (内藤清长, ,1501 - 17 de setembro de 1564) foi um samurai que viveu no Período Sengoku da história do Japão, era vassalo do clã Matsudaira da província de Mikawa.
Foi comandante da Fortaleza de Ueno (na atual cidade de Toyota, província de Aichi) em 1542 quando Oda Nobuhide tentou assaltá-la como represália a derrota que sofreu na primeira Batalha de Azukizaka por parte de Imagawa Yoshimoto . Foi o pai de Naitō Ienaga.